# Paul-Gustavus-Haus

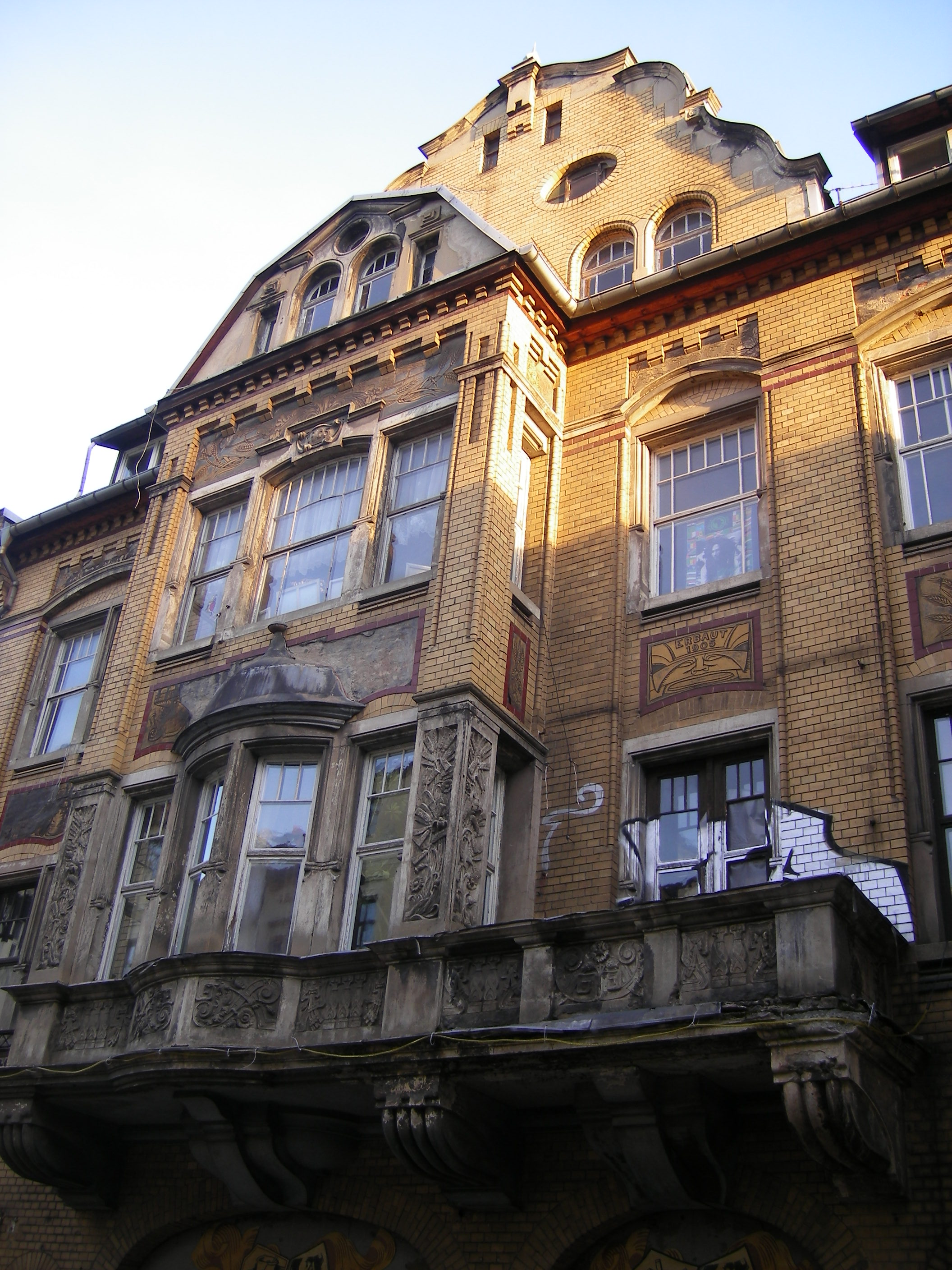
Vorderansicht des Hauptgebäudes

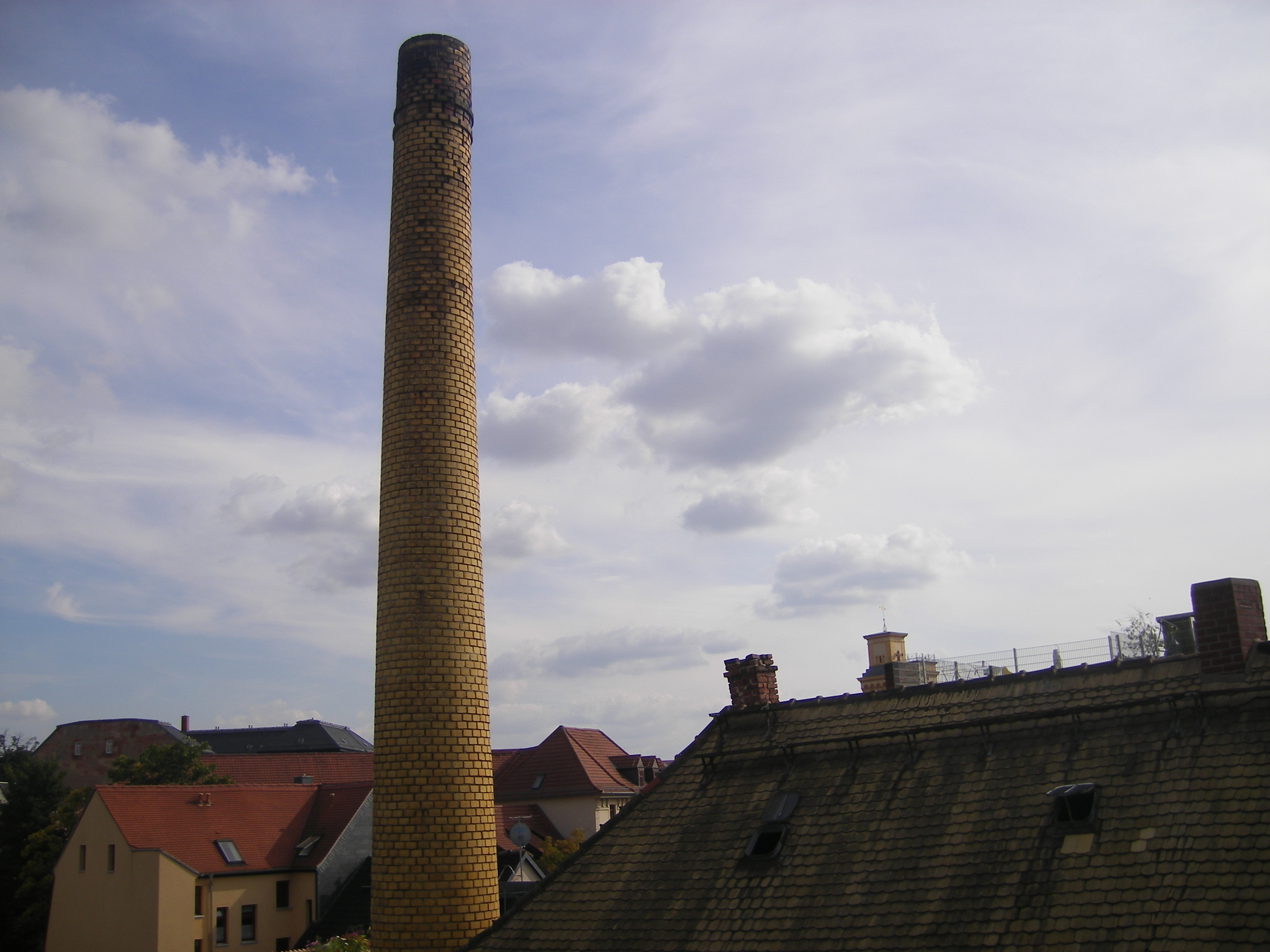
Schornstein

Das Paul-Gustavus-Haus ist ein 1904–1905 errichtetes Gebäude in der ostthüringischen Skat- und Residenzstadt Altenburg, Wallstraße 29, östlich des Marktes. Das an der Straße stehende, in eine Blockrandbebauung eingebaute Wohn- und Geschäftshaus ist rückseitig mit einem Büro- und Fabrikgebäude verbunden, in dem die Malzkaffee-Fabrik des Bauherrn Paul Gustavus untergebracht war. Das Gebäude ist seit 2001 ohne Nutzung und Pflege, seit 2009 bemüht sich ein Förderverein um seinen Erhalt.

## Nutzungsgeschichte
Das Gebäude wurde 1904–1905 durch den Altenburger Baumeister Gustav Frenzel für die Malzkaffeefabrik von Paul Gustavus errichtet. Im Jahre 1928 wurden zwei Ladengeschäfte im Erdgeschoss des Hauptgebäudes zusammengelegt und eine Zeit lang als Verkaufsraum für den hergestellten Malzkaffee genutzt. Im Laufe der Jahre waren darin unter anderem Drogerien, eine Buchhandlung und bis 2001 ein Tapetengeschäft untergebracht.
Der Mittelbau beherbergte Büros und Räume zur Herstellung, Lagerung und Verpackung des Malzkaffees, davon zeugt noch heute eine Maschinenanlage im zweiten Obergeschoss. Das Hinterhaus wurde ebenfalls für Produktionszwecke verwendet. Seit 2001 steht der Gebäudekomplex leer.

## Architektur
Das Hauptgebäude (Vorderhaus) zeigt zur Straßenseite eine repräsentative Fassade mit Erker und mittigem Giebel in gelben Verblend-Klinkern mit Formsteinen und weiterem plastischen Schmuck in Putz bzw. Stuck sowie in Sgraffito-Technik. Während die architektonische Grundgestaltung der Neorenaissance entstammt, zeigt das Dekor typische, qualitätvolle Jugendstil-Formen, die im Gesamteindruck überwiegen. Eine Besonderheit stellen die erhaltenen originalen Vertikalschiebefenster nach englischer Art dar, die auf die England-Begeisterung des Bauherrn Paul Gustavus hinweisen und zudem ein heute selten gewordenes, denkmalwertes bautechnisches Detail sind.
Der Gebäudekomplex besitzt einen ebenfalls aus gelben Klinkern gemauerten hohen Schornstein und zeugt so von einer relativ großen Fabrik. Unter dem gesamten Areal sind Keller angelegt. Der Dachboden verbindet die drei Gebäudeteile.

## Förderverein
Das seit 2001 ungenutzt und in schlechtem baulichen Zustand stehende Gebäude wurde beim Tag des offenen Denkmals 2009 zur Besichtigung geöffnet. Das Interesse der Besucher war so groß, dass man sich zur Gründung eines Fördervereins zum Erhalt entschloss.
Durch den 2009 gegründeten jungen Förderverein Zukunftswerkstatt Paul-Gustavus-Haus Altenburg e.V. soll die Sanierung voranschreiten und das Gebäude einer dauerhaften Nutzung zugeführt werden. So soll es der Öffentlichkeit zugänglich gemacht werden und für soziale Projekte zur Verfügung stehen. Derzeit besteht im Obergeschoss eine Bibliothek, in der gespendete Bücher erworben werden können, der Gewinn fließt in die Sanierung. Weiterhin öffnet jeden Sonntag um 14 Uhr ein Lesecafé.